# Réal D'Amours
Pour les articles homonymes, voir D'Amours.
Réal D'Amours, né le 16 novembre 1945 à Loretteville (Québec, Canada) et mort le 5 mai 2023, est un journaliste scientifique et un conférencier spécialisé en sujets scientifiques et médicaux. 

## Biographie
Réal D'Amours a étudié à Montréal, et a fait ses débuts à Radio-Canada en 1971. Il est d'abord affecté à Winnipeg, puis revient à Montréal en 1976. À partir de 1981, il couvre les sujets scientifiques et technologiques. En particulier, il a couvert de près les événements concernant la conquête de l'espace, dont le lancement des navettes spatiales, l'entraînement des astronautes canadiens et le centre spatial de Kourou en Guyane.
Il a aussi couvert les sujets religieux et s'est fréquemment rendu à Rome pour des événements importants au Vatican.
Il a pris sa retraite de Radio-Canada en 2003, et fonde à ce moment la société Réal D'Amours communication. Il fait de la formation en communication et donne des conférences sur des sujets scientifiques, médicaux et de communication.

## Sources
- Biographie sur radio-canada.ca